# پائول برایتنر
پائول برایتنر (به آلمانی: Paul Breitner) بازیکن فوتبال و هافبک اهل آلمان است که از سال ۱۹۷۱ میلادی عضو تیم ملی فوتبال آلمان بوده‌است. وی در ۴۸ بازی ملی حضور داشته است و آخرین بازی ملی خود را در سال ۱۹۸۲ میلادی انجام داد. پاول برایتنر در بازی‌های ملی‌اش ۱۰ گل به ثمر رساند.
او در سال ۲۰۰۴ بین ۱۲۵ بهترین بازیکن زنده جهان قرار گرفت.
وی در تاریخ ۱۱ آبان ۹۴ در برنامه نود حضور پیدا کرد.